# Argoulés
Argoulés, en grec moderne : Αργουλές, est un village du dème de La Canée, en Crète, en Grèce. Selon le recensement de 2011, la population d'Argoulés compte 41 habitants. Le village est situé à une altitude de 120 m, sur le versant sud des Lefká Óri (Montagnes Blanches), à une distance de 85 km de La Canée.

## Recensements de la population
| Recensements | 1881 | 1900 | 1928 | 1940 | 1951 | 1961 | 1971 | 1981 | 1991 | 2001 | 2011 |
| ------------ | ---- | ---- | ---- | ---- | ---- | ---- | ---- | ---- | ---- | ---- | ---- |
| Population   | 78   | 99   | 69   | 43   | 63   | 66   | 56   | 64   | 59   | 56   | 41   |